# Paul Erdmann Isert
Paul Erdmann Isert (né le 20 octobre 1756 et mort le 21 janvier 1789) est un botaniste et ornithologue prussien. 
Il est né à Angermünde (marche de Brandebourg), mais a reçu son éducation au Danemark.
Il a identifié le Touraco violet (Musophaga violacea). Il est également connu pour ses tentatives afin de faire cesser la traite négrière par les Danois et les Norvégiens.